# Церква Миру в Яворі
Церква миру в Яворі (пол. Kościół Pokoju w Jaworze, нім. Friedenskirche) — культова споруда, лютеранський дерев'яний храм у польському місті Явор. Входить до числа найбільших релігійних споруд Нижньосілезького воєводства.
У 2001 році включений у Список всесвітньої спадщини ЮНЕСКО.
Згідно з рішенням Вестфальського миру 1648 року сілезьким лютеранам було дано дозвіл побудувати три так звані «храми миру» в містах Глогув, Свідниця і Явор.
Проте були накладені значні обмеження: не було дозволено використовувати при будівництві камінь і цеглу, дозволено було використовувати тільки дерево, глину і солому.
Також було заборонено спорудження веж і дзвіниць, а також використання дзвонів. Місце, на якому повинна була розміщуватися споруда, мало розташовуватися зовні міських стін. Тривалість будівництва не повинна перевищувати один рік. Будівництво слід вести виключно на кошти місцевих громад.
Костьол був побудований в 1654 і 1655 роках за проектом Вроцлавського архітектора Альбрехта фон Себиша. Будівля має довжину 43,5 м, ширину 14 м і висоту 15,7 м, а площа 1180 км². Храм вміщає в себе близько 5500 чоловік.
Інтер'єр храму оточують чотири поверхи емпор. Художнє оформлення інтер'єру створив Геог Флегель в 1671—1681 роках. Картини зображують головним чином біблійні мотиви. На другий емпорі зображені 72 сцени з Нового Завіту, на четвертій 71 сцена зі Старого Заповіту. На першій і третій емпорі зображені геральдичні щити дворянства з околиць міста Явора.

Завдяки Альтранштедтському договору 1706 року на початку XVIII століття була добудована дзвіниця.

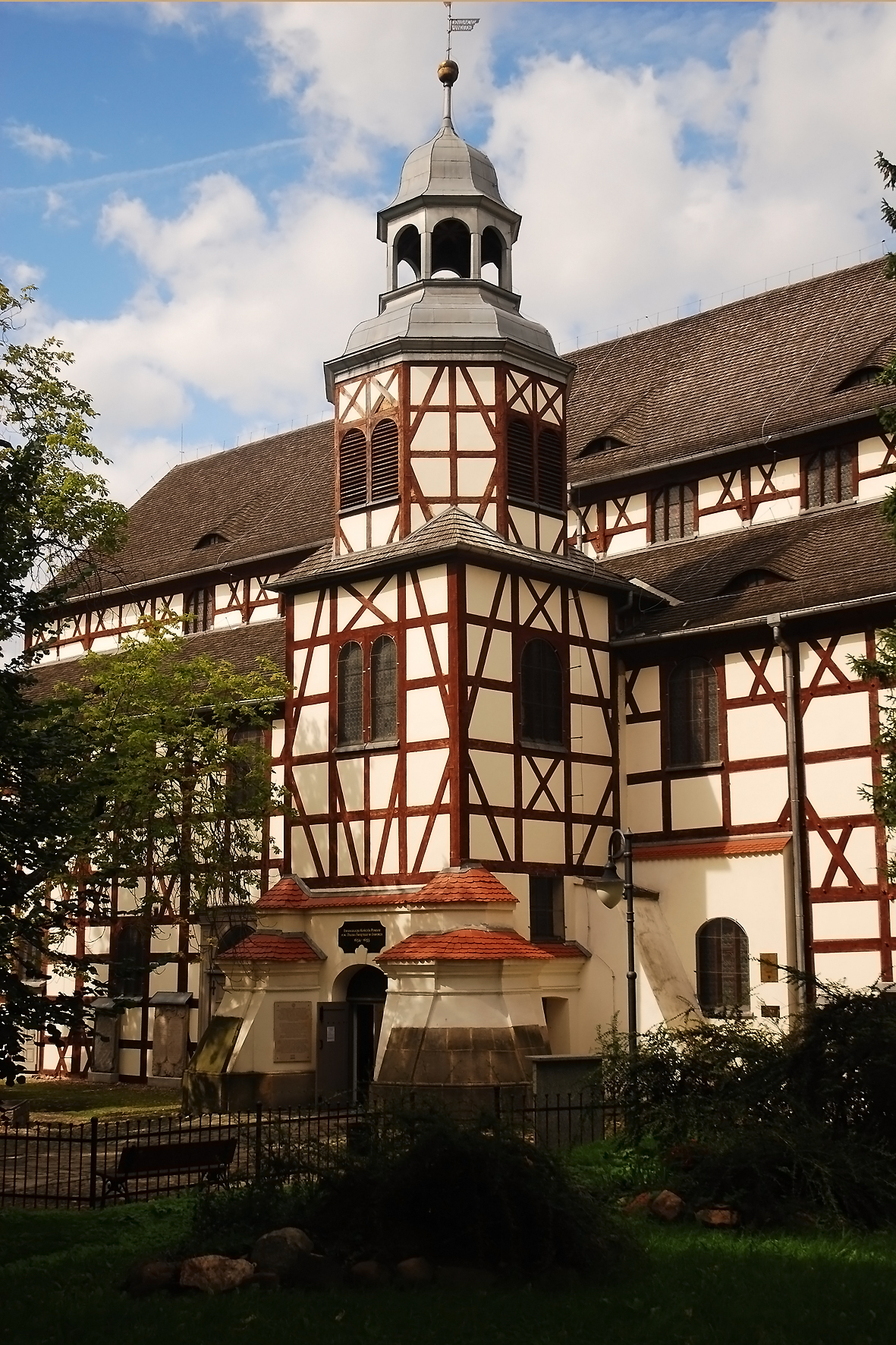
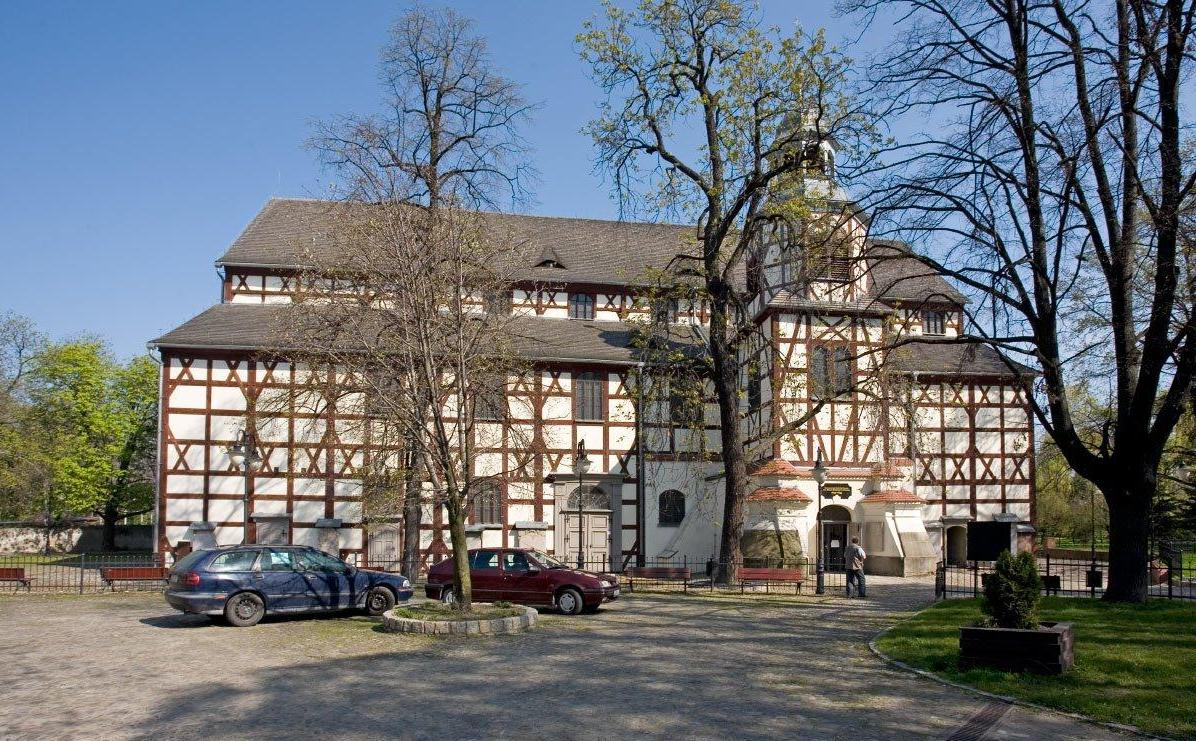
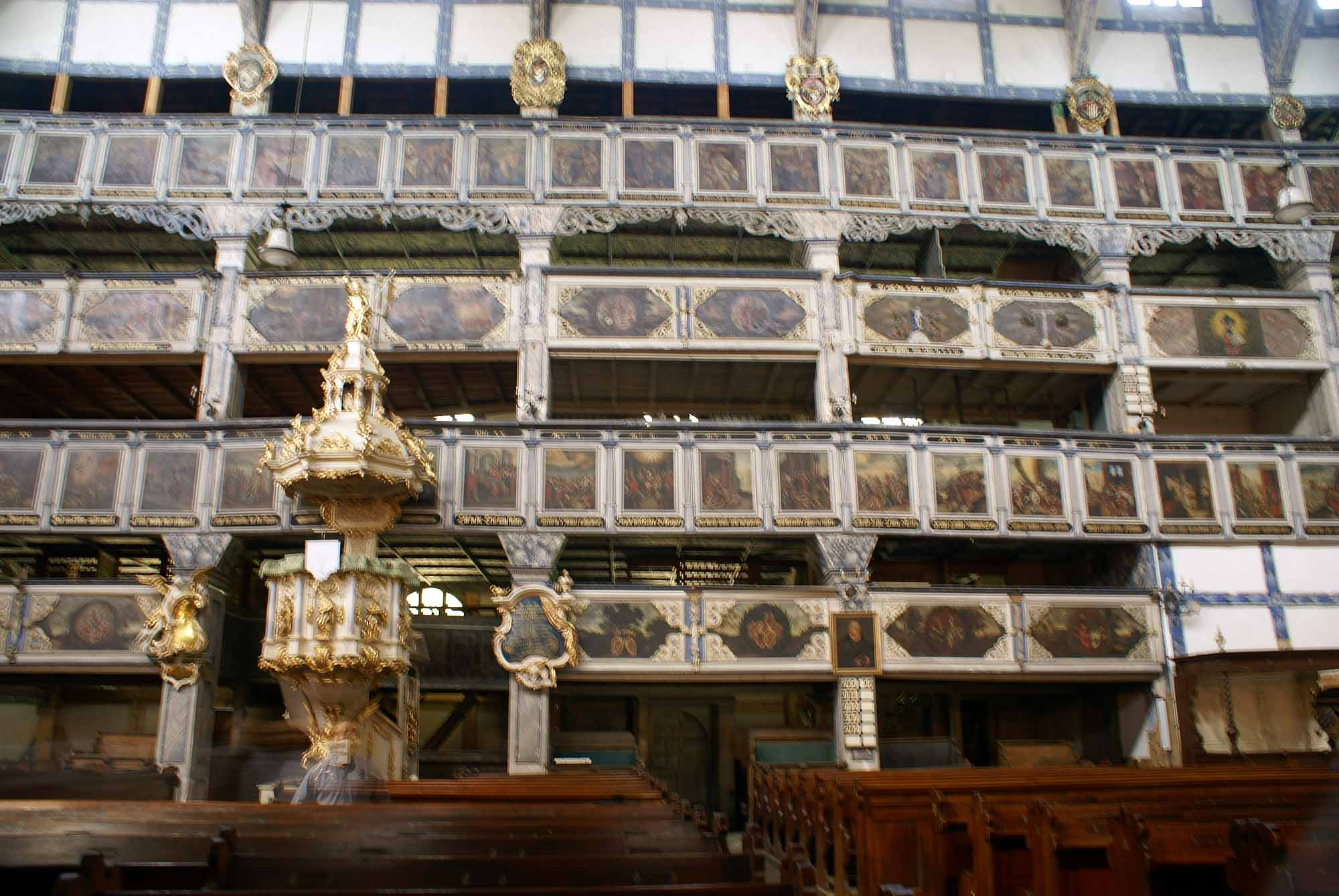
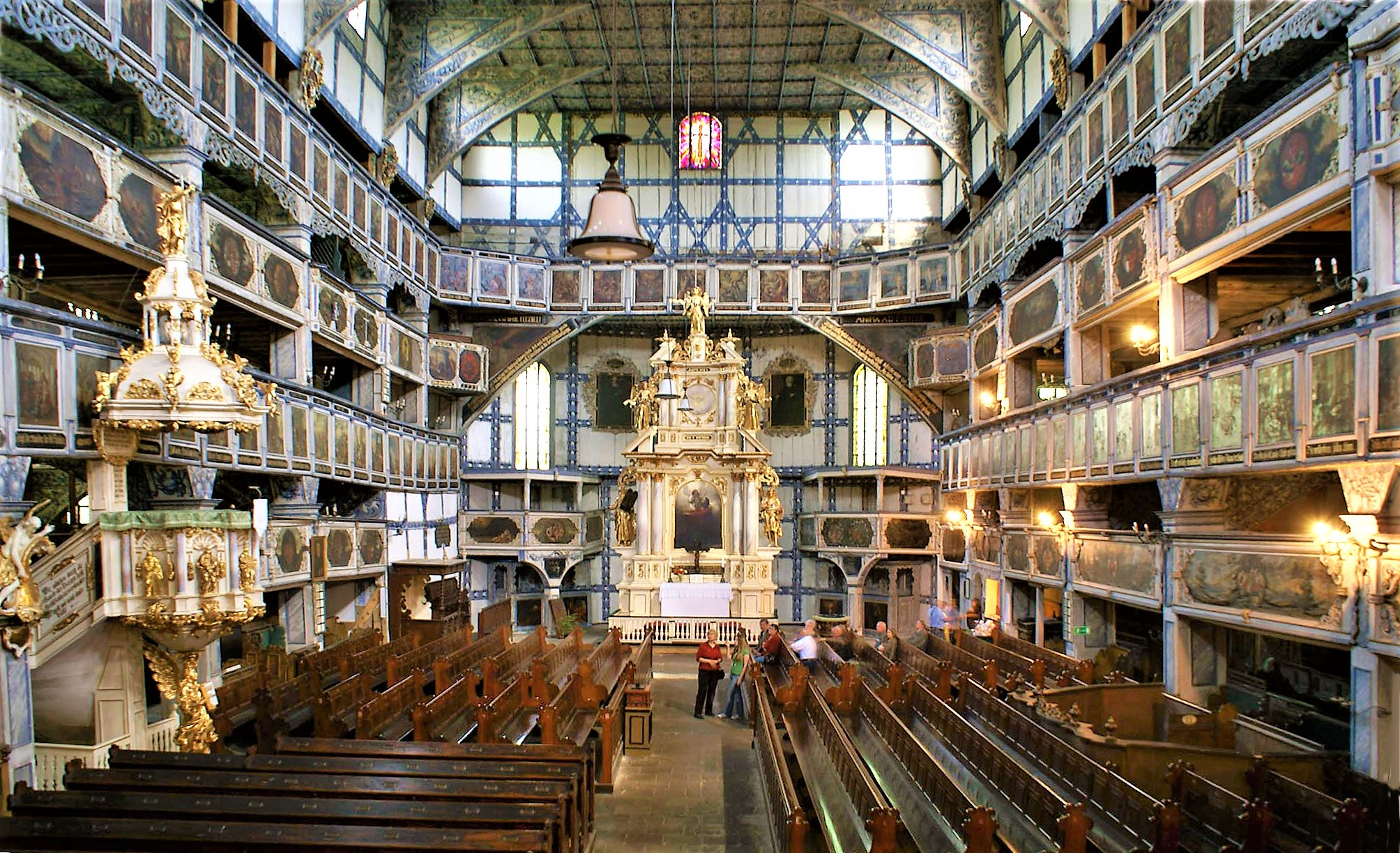
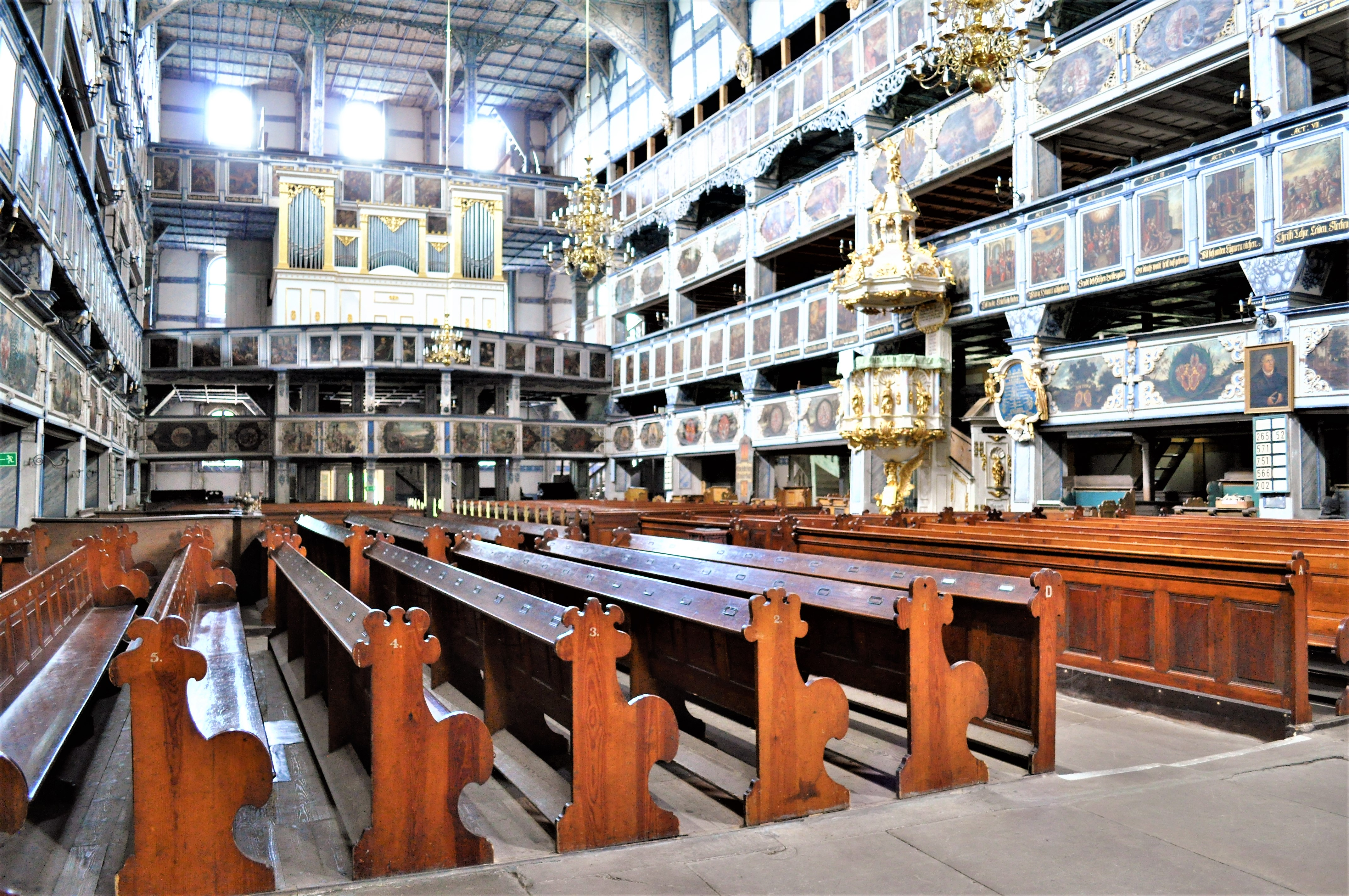
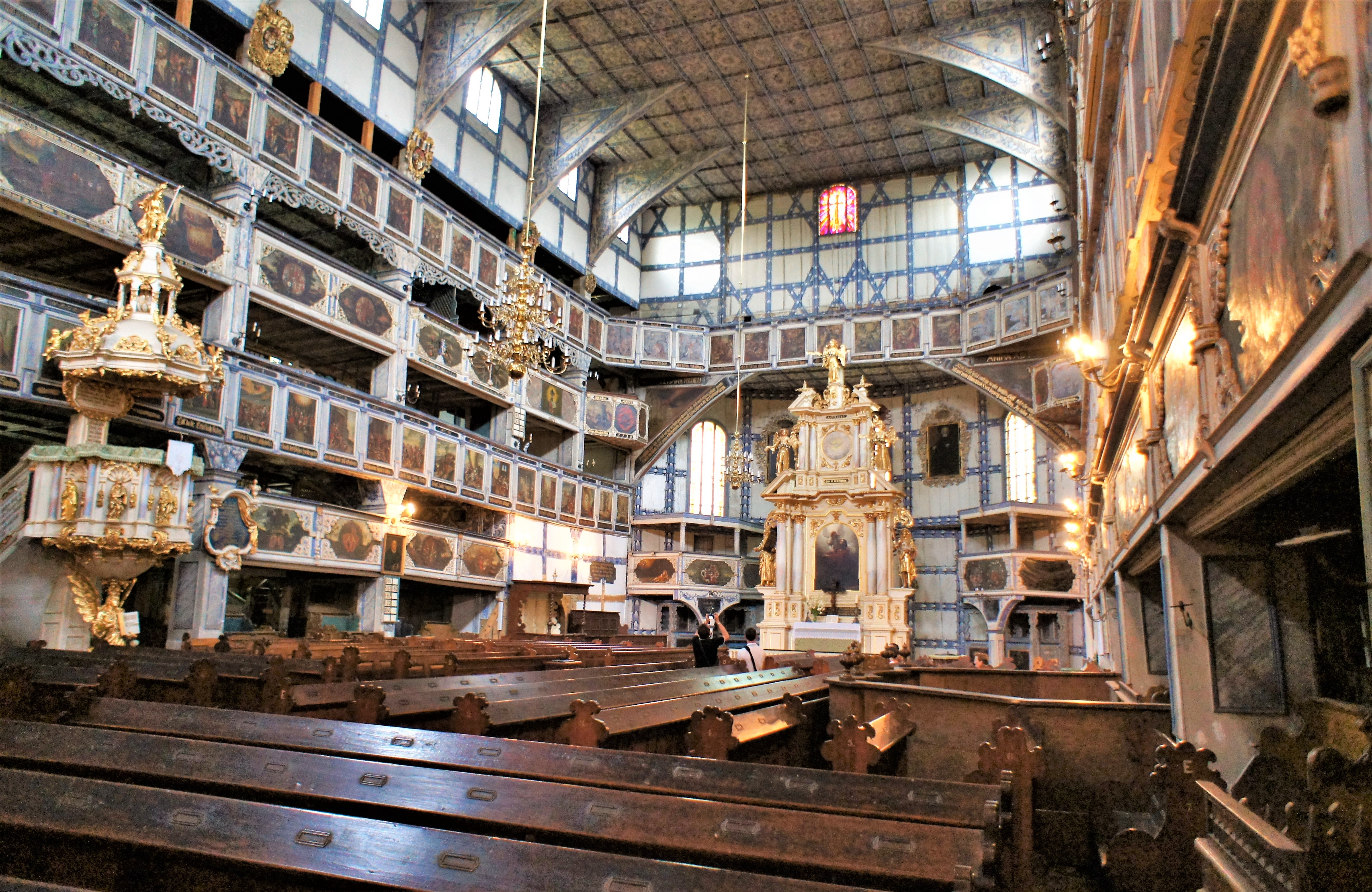
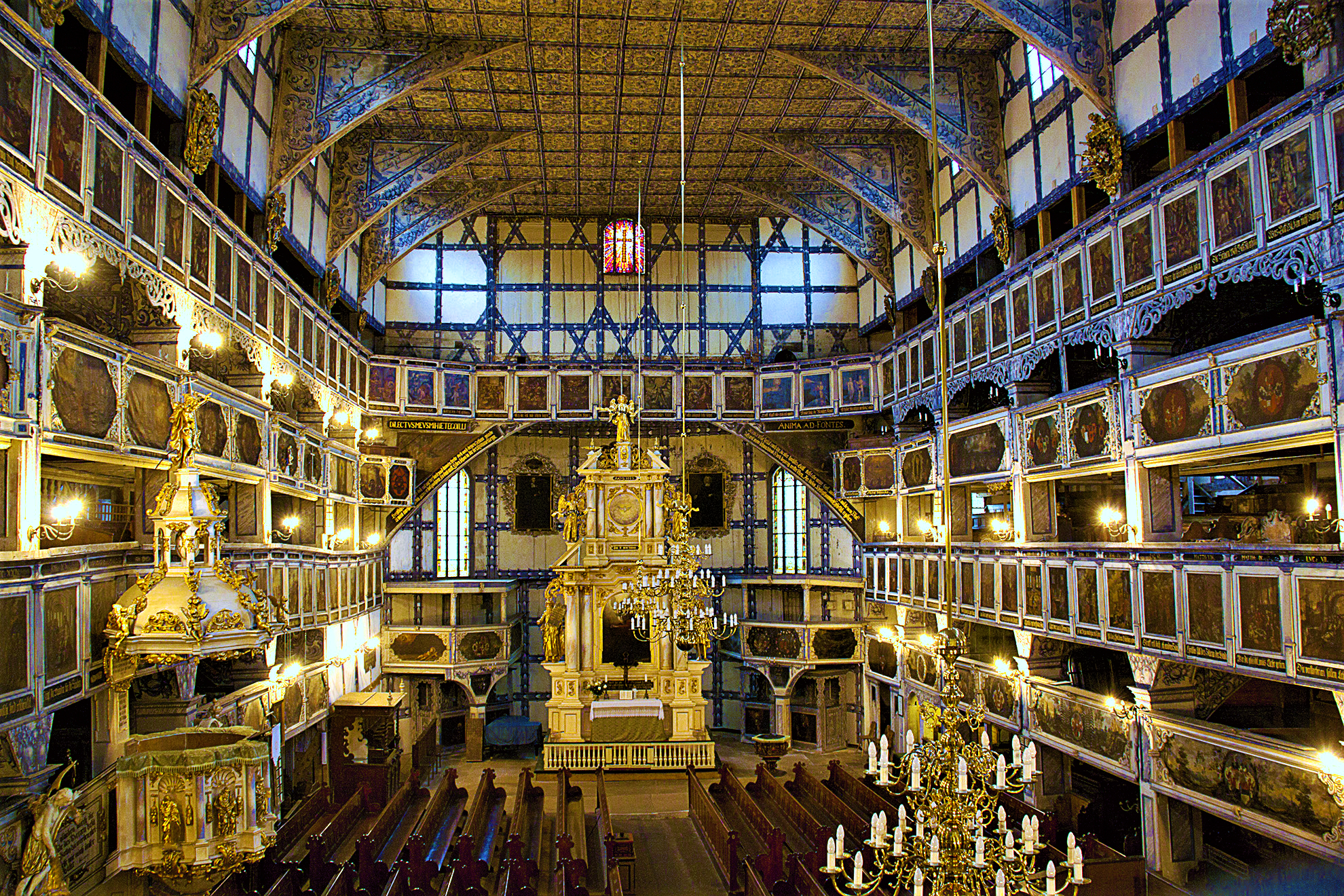